# Villeneuve-sous-Charigny
Villeneuve-sous-Charigny település Franciaországban, Côte-d’Or megyében. Lakosainak száma 87 fő (2022. január 1.). Villeneuve-sous-Charigny Saint-Euphrône, Braux, Charigny, Marigny-le-Cahouët és Montigny-sur-Armançon községekkel határos.

## Népesség
A település népessége az elmúlt években az alábbi módon változott:
| Lakosok száma | 41   | 76   | 92   | 94   | 87   | 87   | 94   | 96   | 96   | 87   |
|               | 1968 | 1982 | 1990 | 2006 | 2013 | 2015 | 2017 | 2019 | 2020 | 2022 |